# カルーゾ
カルーゾ（伊: Caluso）は、イタリア共和国ピエモンテ州トリノ県にある、人口約7,400人の基礎自治体（コムーネ）。

## 地理

### 位置・広がり

#### 隣接コムーネ
隣接するコムーネは以下の通り。
- バローネ・カナヴェーゼ
- カンディア・カナヴェーゼ
- キヴァッソ
- フォリッツォ
- マッツェ
- モンタナーロ
- サン・ジョルジョ・カナヴェーゼ

## 行政

### 分離集落
カルーゾには、以下の分離集落（フラツィオーネ）がある。
- Arè, Carolina, Molliette, Rodallo, Vallo

## 姉妹都市
- ブリサック＝カンセ、フランス